# Illigers ara
Illigers ara (ook wel Illigerara of blauwvleugelara, Primolius maracana) is een papegaaiachtige.  Voorheen werd deze vogel gecategoriseerd in het geslacht Propyrrhura. Het is een voor uitsterven gevoelige soort ara in midden en oostelijk Brazilië en het oostelijke deel van Paraguay.

## Uiterlijk
De Illigers ara wordt ongeveer 40 centimeter lang. Hij heeft een krachtige zwarte snavel en een lange groene puntige staart die aan de punt blauw is. De onderkant van de staart is rood. De bovenkant van de vleugels zijn groen en blauw. De onderkant van de vleugels zijn gelig. De borst is groen en loopt bij de buik over naar een rode kleur. De rug van de vogel is groen met in het midden een opvallende rode vlek waaraan hij zijn naam in het Duits te danken heeft. Het voorhoofd heeft een dunne rode streep, verder blauw. De kale huid rondom de ogen en de wangen is wit en heeft dunne lijntjes die worden veroorzaakt door heel korte kleine veertjes. De iris is amber gekleurd.

## Leefgebied
Deze vogel wordt gevonden in het centrale en oostelijke deel van Brazilië, het oostelijke deel van Paraguay en tot voor kort in het noordoostelijke deel van Argentinië. Het leefgebied is groenblijvend bos en loofbos zowel in de zone van het Atlantisch Woud als campo cerrado (savanna). Maar met een duidelijke voorkeur voor goed ontwikkeld bos.

## Voedsel
Ze voeden zich met zaden van Cnidoscolus phyllacanthus, Jatropha, Guazuma ulmifolia en de niet-inheemse Melia azederach. Daarnaast voeden de dieren zich met vruchten en diverse noten.

## Voortplanting
Er is er nog niet veel bekend over de voortplanting van deze arasoort in het wild. Zodra de roodrugara de leeftijd tussen 2 en 4 jaar heeft bereikt, is hij geslachtsrijp. Vrouwtjes leggen meestal twee eieren die na een broedperiode van 29 dagen uitkomen. Na elf weken verlaten de jongen het nest. Na hun eerste levensjaar verlaten ze hun ouders. Het broedseizoen loopt van december tot februari. De vogel wordt tussen 50 en 60 jaar oud.

## Status
Illigers ara heeft een beperkt verspreidingsgebied en daardoor is de kans op uitsterven aanwezig. De grootte van de populatie werd in 2016 door BirdLife International geschat op 1,7 tot 7 duizend individuen en de populatie-aantallen nemen af door jacht en vangst voor de illegale handel in kooivogels en ontbossing waarbij natuurlijk bos wordt omgezet in gebied voor agrarisch gebruik. Om deze redenen staat deze soort als gevoelig op de Rode Lijst van de IUCN.
Er geldt een verbod op de handel van in het wild gevangen exemplaren van deze ara; de soort staat in de Bijlage I van het CITES-verdrag.

## Synoniemen
- Ara maracana
- Propyrrhura maracana

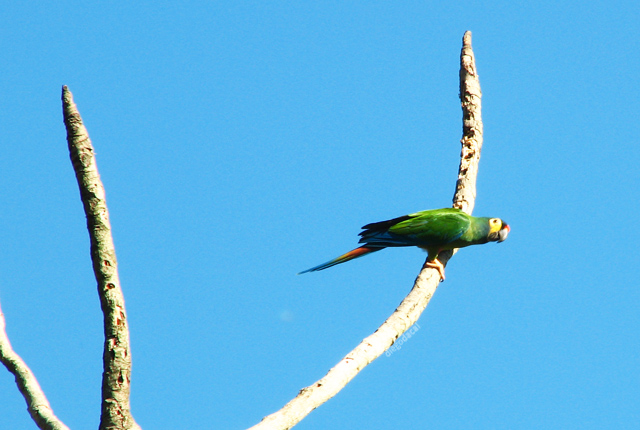
In Pico de Bandeira in Brazilië
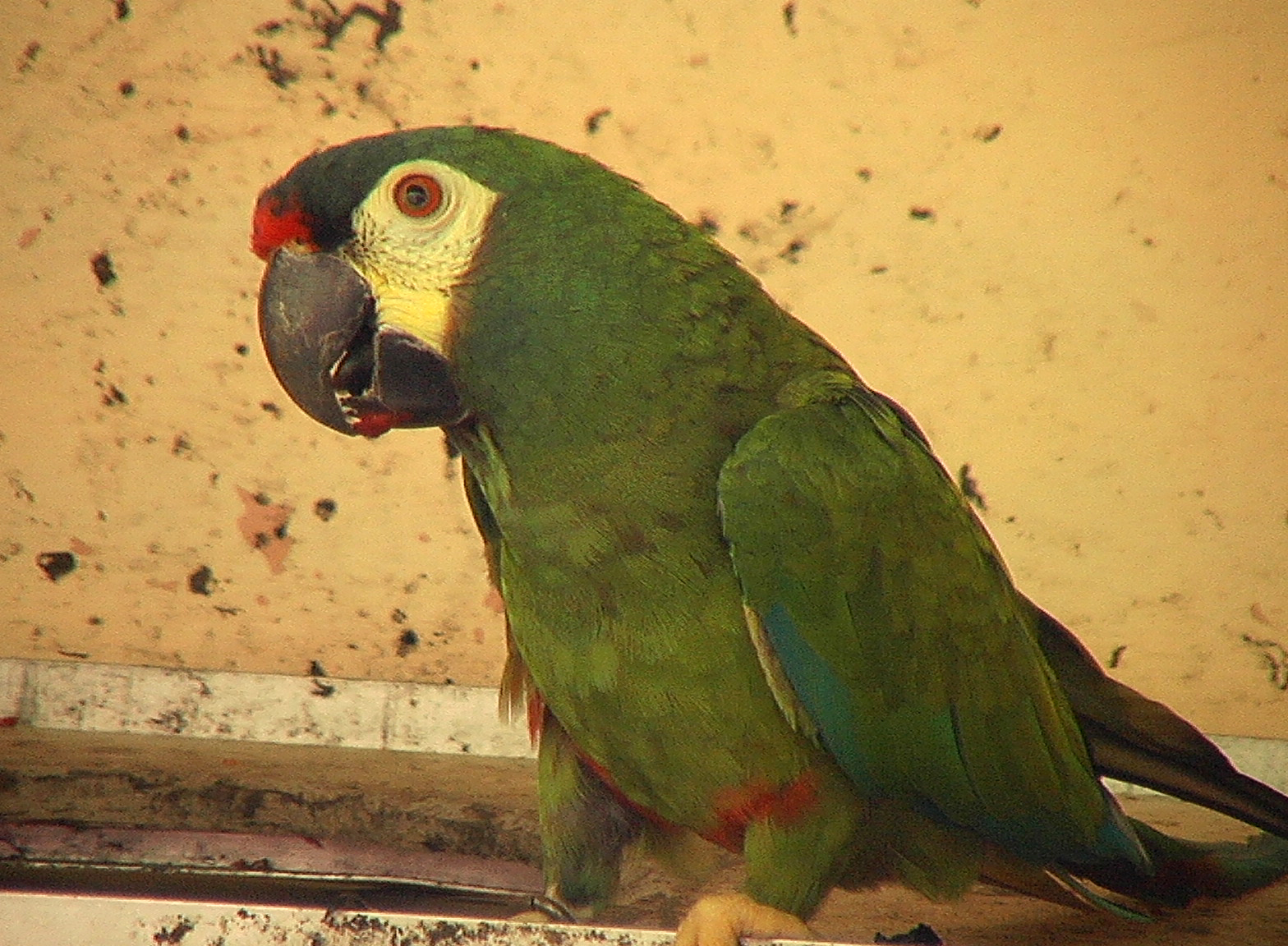
Vogel in het Iguacu-vogelpark
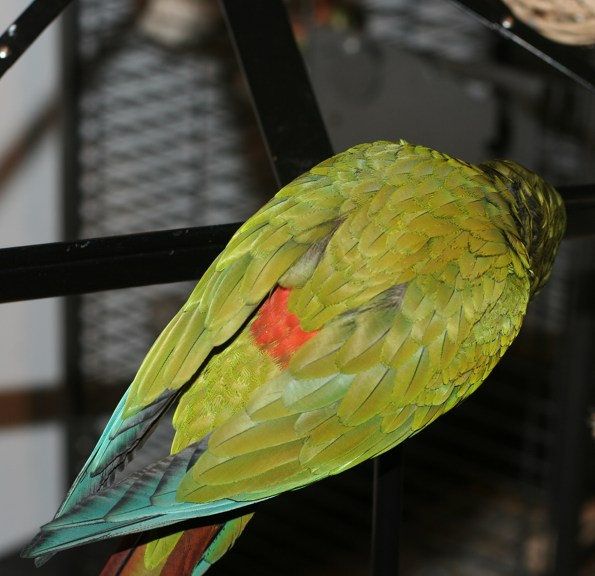
Rug